# Милтенберг
Милтенберг (њем. Miltenberg) град је у њемачкој савезној држави Баварска. Једно је од 32 општинска средишта округа Милтенберг. Према процјени из 2010. у граду је живјело 9.415 становника. Посједује регионалну шифру (AGS) 9676139.

## Географски и демографски подаци
Милтенберг се налази у савезној држави Баварска у округу Милтенберг. Град се налази на надморској висини од 129 метара. Површина општине износи 60,2 km². У самом граду је, према процјени из 2010. године, живјело 9.415 становника. Просјечна густина становништва износи 156 становника/km².

## Међународна сарадња
У Милтенбергу је на студијама 1944. боравило 50 српских питомаца помоћних старешина Националне службе рада.
| Мјесто | Држава    | Врста сарадње | Од    |
| ------ | --------- | ------------- | ----- |
|        | Француска | партнерство   | 1980. |
| Извор  |           |               |       |